# Asociación Gerediaga
La asociación Gerediaga Elkartea (pronunciado en castellano Guerédiaga) es una asociación cultural del País Vasco (España) que tiene como objetivo la recuperación, estudio y difusión de la historia, cultura y lengua vasca.
Nacida en 1965 en torno a la Merindad de Durango en Vizcaya y con el propósito inicial de la recuperación, estudio y difusión de la historia, cultura y folklore del duranguesado, ha trascendido el ámbito geográfico para hacerlo sobre todo Euskal Herria. Organiza la Feria del libro y del disco vasco de Durango, que se ha convertido en el hito cultural más importante del País Vasco.

## Historia
En el año 1965 nace la “Asociación Gerediaga de Amigos de la Merindad de Durango” creada por un grupo de gente que se interesa y preocupa por la historia y el futuro del duranguesado acogiéndose a la "ley de asociaciones" que promulgó Manuel Fraga. Se crea mirando a la antigua Merindad de Durango, que celebró su última junta el 27 de diciembre de 1875 poco antes de que fueran abolidos los fueros.
Gerediaga se constituyó con una estructura similar a la que tenía la merindad, lo que contribuyó a potenciar el resurgimiento de la comarca con una identidad propia. El objetivo principal era dar a conocer las características culturales y sociales del duranguesado.
Siguiendo la tradición de la merindad, la asociación creó una delegación en cada municipio de la comarca, anteiglesia o villa, de los que estaba constituida la antigua merindad; las doce anteiglesia y las cuatro villas de entonces son ahora trece municipios. Estas delegaciones eran autónomas.
Hasta 1977 la asociación sirvió de lugar de encuentro y trabajo de diferentes asociaciones culturales existentes en la comarca, que encontraban en ella refugio a la falta de libertades que el régimen franquista imponía.
La asociación fue desarrollando una importante actividad, fruto de la cual se realizó una relevante labor en la recuperación del patrimonio histórico, artístico y documental de la comarca, así como en el folklore.

## Características

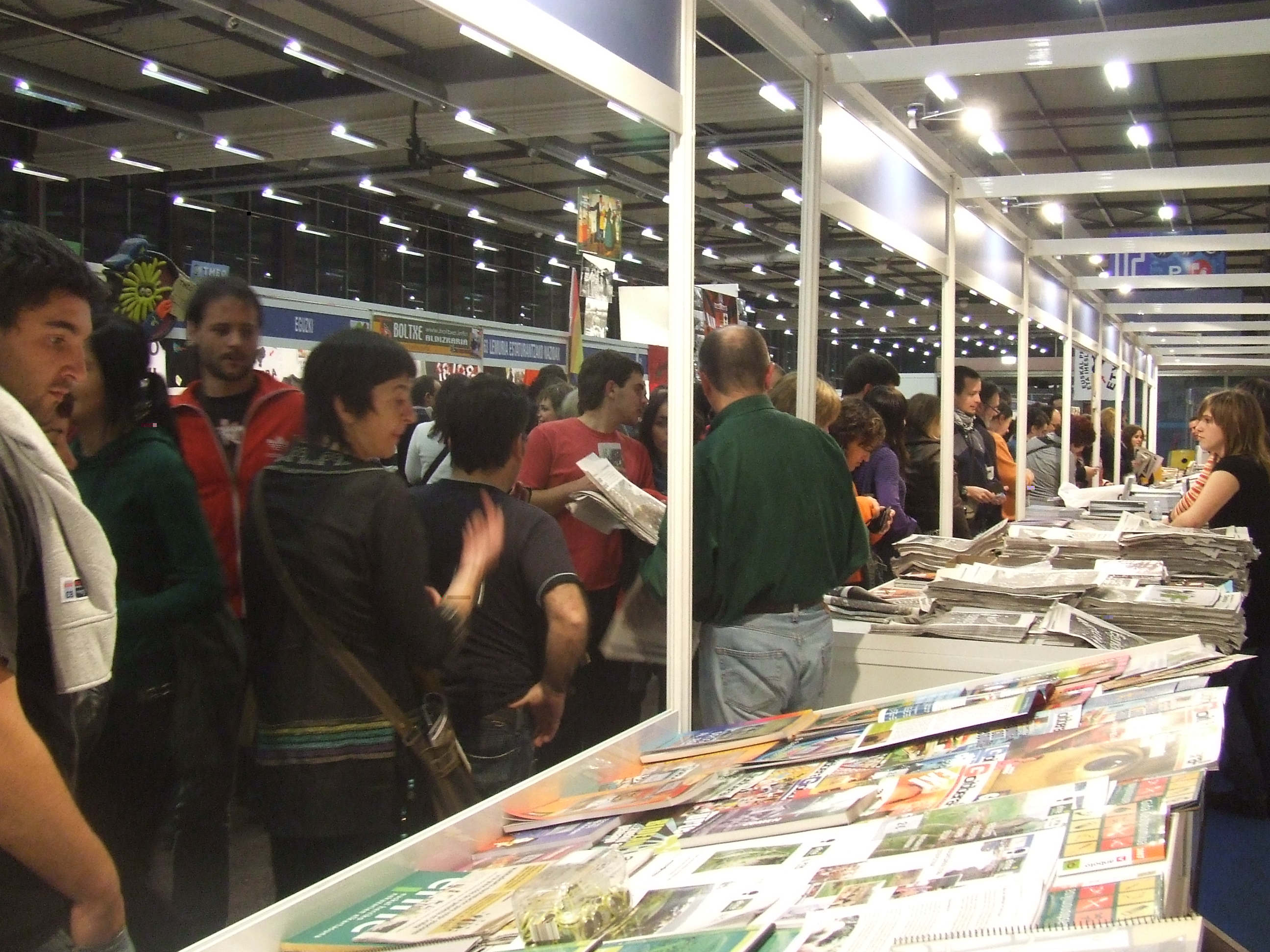
Foto de la Feria de la Durango de 2007 tomada desde un stand.

La asociación Gerendiaga es una entidad abierta; cualquier persona que comparta sus objetivos y que busque trabajar en pos del desarrollo y la recuperación de la cultura propia del duranguesado puede acudir. Están asociadas más de 300 personas y la mayoría de los ayuntamientos de la comarca son socios protectores.
El trabajo que se realiza está dividido en tres grandes áreas:
Investigación
La investigación histórica, que abarca mucho más que la propia historia de la comarca, extendiéndose a la economía, las costumbres sociales, patrimonio, etc. Se recupera y mantiene la documentación en el Centro Documental del Duranguesado.
Difusión
Difusión por todos los medios al alcance de las características propias e historia del duranguesado.
Protección
De todos los valores y elementos que tengan interés para mantener vivo el recuerdo y el conocimiento de las características propias del duranguesado.
Entre sus actividades destaca la Feria del Libro y Disco vasco que organiza todos los diciembres en Durango y es la más importante feria de estas características del País Vasco. También organiza concursos de perros de pastor, las jornadas en recuerdo del bombardeo de Durango, el día de la Merindad y las jornadas de patrimonio donde se da a conocer el patrimonio monumental e histórico del duranguesado. Edita regularmente la revista Astola y numerosas obras de difusión histórica y cultural. Mantiene un Centro Documental y un archivo fotográfico abiertos a la consulta pública.
Tras tener la sede en la Casa Astola en Abadiño, que fue sede de la Merindad de Durango, se ha trasladado a Durango.